# Облітеруючий тромбангіїт
Облітеруючий тромбангіїт (хвороба Бюргера) — системне запальне захворювання інтими кровоносних судин переважно м'язового типу та вен з утворенням тромбів.

## Етіологія та патогенез
Етіологія та патогенез невідомі. Можлива алергічна природа захворювання — реакція на вплив різноманітних факторів зовнішнього та внутрішнього середовища організму.

## Клінічний перебіг
Хвороба проявляється мігруючим тромбофлебітом нижніх кінцівок з подальшим розвитком кульгавості, зниженням, а потім зникненням пульсації артерій ніг. Спочатку з'являються трофічні розлади, пізніше виникають ішемічні некрози на уражених кінцівках. Іноді захворювання має системний характер з ураженням вінцевих, церебральних артерій та розвитком у відповідних зонах явищ ішемії. Перебіг хронічний, невпинно прогресуючий з можливим розвитком інфаркту міокарда, ішемічного інсульту, некрозу кишки, а також іншими ускладненнями.

## Лікування
Показані повторні курси судиннорозширювальних та спазмолітичних засобів: папаверин, но-шпа, нікошпан, нікотинова кислота, дитримін, дипіридамол, пармідин у поєднанні з антикоагулянтами прямої та непрямої дії; при загостренні — глюкокортикоїди, протизапальні нестероїдні препарати (бутадіон, реопирин, амідопирин, анальгін, хінгамін, індометацин, ібупрофен) у загальноприйнятих дозах, новокаїнові блокади симпатичних гангліїв, при показаннях — курси оксигенобаротерапії. Призначають протигістамінні та вітамінні (аскорбінова кислота, рутин) препарати. При наявності інфекції — антибіотики (пеніциліни, аміноглікозиди, тетрацикліни). Показані також при цьому захворюванні плазмоферез та карбогеноперфузії.